# Maryna Iwaszczanka
Maryna Siarhiejeuna Iwaszczanka (biał. Марына Сяргееўна Івашчанка; ur. 8 listopada 1993 w Rzeczycy) – białoruska koszykarka, występująca na pozycji środkowej, reprezentantka kraju, od 2021 zawodniczka Hélios Basket.

## Osiągnięcia
Stan na 6 maja 2023, na podstawie, o ile nie zaznaczono inaczej.

### Drużynowe
- Mistrzyni Białorusi (2011, 2012)[3][4]
- Wicemistrzyni:
  - Łotwy (2018)[5]
  - Białorusi (2014, 2016, 2021)[6][7][8]
- Zdobywczyni Pucharu Białorusi (2011/2012, 2012/2013, 2013/2014)[4][6]
- Finalistka pucharu:
  - Białorusi (2015/2016)[7]
  - ligi szwajcarskiej (2022)[9]
- Uczestniczka międzynarodowych rozgrywek Eurocup (2010–2014, 2015/2016)

### Indywidualne
(* – nagrody przyznane przez portal eurobasket.com)
- Najlepsza środkowa ligi łotewskiej (2018, 2019)*[5][10]
- Zaliczona do*:
  - I składu ligi łotewskiej (2018, 2019)[5][10]
  - II składu ligi łotewskiej (2015)[11]
  - III składu ligi szwajcarskiej (2022, 2023)[9][12]
  - składu honorable mention ligi białoruskiej (2010)[13]
- Liderka w blokach ligi szwajcarskiej (2022 – 1,3)[9]

### Seniorska
5x5
- Uczestniczka:
  - mistrzostw Europy (2015 – 4. miejsce, 2017 – 15. miejsce)
  - kwalifikacji do Eurobasketu (2019, 2021, 2023)

3x3
- Brązowa medalistka igrzysk europejskich w koszykówce 3x3 (2019)

#### Młodzieżowe
- Uczestniczka mistrzostw Europy:
  - U–20 (2010 – 11. miejsce, 2011 – 14. miejsce, 2012 – 8. miejsce, 2013 – 4. miejsce)
  - U–18 (2013 – 15. miejsce)
  - U–16 (2009 – 14. miejsce)
  - U–18 dywizji B (2010 – 4. miejsce, 2011)